# اوفلیاک
| بررسی انتقادی | بررسی انتقادی |
| منبع          | رتبه‌بندی      |
| ------------- | ------------- |
| آل‌میوزیک      | [ ۲ ]         |
| اسپوتنیک‌موزیک | [ ۳ ]         |

اوفلیاک (به انگلیسی: Opheliac) دومین آلبوم استودیویی از امیلی آوتم می‌باشد که در ۱ سپتامبر سال ۲۰۰۶ از سوی ترایسول موزیک گروپ منتشر گردید. این آلبوم در مد ویلن استودیوز واقع در شیکاگو، ایلینوی ضبط شده‌است.